# Cleve (ort)
Cleve är en ort i Australien. Den ligger i kommunen Cleve och delstaten South Australia, omkring 240 kilometer nordväst om delstatshuvudstaden Adelaide. Antalet invånare är 1 015.
Trakten runt Cleve är nära nog obefolkad, med mindre än två invånare per kvadratkilometer.. Det finns inga andra samhällen i närheten. 
Trakten runt Cleve består till största delen av jordbruksmark. Genomsnittlig årsnederbörd är 443 millimeter. Den regnigaste månaden är juni, med i genomsnitt 80 mm nederbörd, och den torraste är oktober, med 9 mm nederbörd.